# Juan Miguel Echevarría
Juan Miguel Echevarría (* 11. August 1998 in Camagüey) ist ein kubanischer Leichtathlet, der sich auf den Weitsprung spezialisiert hat.

## Sportliche Laufbahn
Echevarría begann im Alter von sieben Jahren mit der Leichtathletik. Mit zwölf Jahren begann er, sich auf den Weitsprung zu konzentrieren. Im Alter von 16 Jahren übertraf er am 15. Mai 2015 mit einem Sprung auf 8,05 m erstmals die 8-Meter-Marke. Im selben Jahr nahm er an den Jugendweltmeisterschaften in Cali teil, wo er mit einer Weite von 7,69 m im Finale den vierten Platz belegte. Bei den Panamerikanischen Juniorenmeisterschaften in Edmonton siegte er mit 7,76 m. 2016 wurde er bei den U20-Weltmeisterschaften in Bydgoszcz mit 7,78 m Fünfter. Er nahm an den Weltmeisterschaften 2017 in London teil, konnte sich dort aber nicht für das Finale qualifizieren.
In der Saison 2018 gelang Echevarría der Aufstieg in die Weltspitze. Mit einer Weite von 8,46 m gewann er Anfang März den Titel bei den Hallenweltmeisterschaften in Birmingham. Am 10. Juni sprang er bei der Bauhaus Galan in Stockholm 8,83 m. Wegen eines minimal zu starken Rückenwindes von 2,1 m/s war diese Leistung jedoch nicht bestenlistenfähig. Dennoch war es die größte unter jeglichen Bedingungen erzielte Weite seit fast 24 Jahren. Drei Tage später sprang er beim Ostrava Golden Spike unter regulären Bedingungen 8,66 m. Beim Weitsprung-Meeting in Bad Langensalza Ende Juni steigerte er die Weltjahresbestleistung dann auf 8,68 m.
Bei den Panamerikanischen Spielen 2019 in Lima gewann er mit 8,27 m die Goldmedaille.
Bei den Olympischen Spielen 2020 in Tokio gewann er mit einer Weite von 8,41 m Silber hinter dem Griechen Miltiadis Tendoglou mit selber Weite und seinem Landsmann Maykel Massó der 8,21 m weit sprang.

## Persönliche Bestweiten
- Weitsprung: 8,68 m (+1,7 m/s), 30. Juni 2018 in Bad Langensalza
  - Weitsprung (Halle): 8,46 m, 2. März 2018 in Birmingham